# ژوونل موئیز
ژووُنِل موئیز (فرانسوی: Jovenel Moïse‎؛ ‎ ۲۶ ژوئن ۱۹۶۸ – ۷ ژوئیهٔ ۲۰۲۱) سیاستمدار اهل هائیتی و چهل و دومین رئیس‌جمهور هائیتی بود. او در ۷ ژوئیهٔ ۲۰۲۱ در محل سکونتش به ضرب گلوله به قتل رسید. همسر وی نیز در این حادثه مجروح شد.

## نحوهٔ ترور
گروهی از مردان مسلح به خانه شخصی ژوونل موئیز ریختند و او را کشتند. همسر او هم در این حمله مجروح شد، اما گزارش شده خطر جانی تهدیدش نمی‌کند. تصاویر ویدیویی حمله نشان می‌داد افرادی کاملاً مسلح، با لباس‌های سیاه خارج از منزل رئیس‌جمهوری هائیتی با فریاد و به زبان انگلیسی خود را مأموران مبارزه با مواد مخدر آمریکا معرفی می‌کنند.
پلیس هائیتی می‌گوید که اگرچه عاملان قتل رئیس‌جمهوری، خود را مأموران مبارزه با مواد مخدر آمریکا جا زده‌اند، امکان ندارد این عده واقعاً مأموران آمریکا بوده باشند.

### رابطهٔ آژانس مبارزه با مواد مخدر آمریکا DEA با قاتلان
اعلامیهٔ ادارهٔ مبارزه با توزیع مواد مخدر آمریکا تأیید کرد که یکی از مظنونان به ترور رئیس‌جمهور هائیتی شخصی بوده است که اطلاعات محرمانه را در اختیار کارمندان این سازمان قرار می‌داد. پس از کشته شدن رئیس‌جمهور هائیتی، این شخص با سازمان مذکور تماس گرفته بود که به او گفته شده بود خود را به پلیس تحویل بدهد.

### شکنجه
«کارل انری دستین»، یکی از قضات رسیدگی به پروندهٔ مذکور به روزنامهٔ لو نوولیست گفت: موئیز پیش از ترور در اتاق خوابش مورد شکنجه قرار گرفته. دخترش فرار کرده و پسرش و کارکنان منزل را هم به زور ساکت کردند. بر اساس گزارش کالبد شکافی، بر روی بدن موئیز آثار شکستگی دست و پای راست دیده می‌شود.

### خیانت محافظان
وزیر انتخابات هائیتی «ماتیاس پیر»، گفت که در جریان ترور، هیچ‌یک از نگهبان‌های موئیز زخمی نشدند. مجلهٔ کلمبیاییِ سِمانا گزارش کرد که «دیمیتری ارار»، رئیس گارد امنیتی موئیز، اغلب به کلمبیا سفر داشته است. او که قرار است ۱۳ تا ۱۴ ژوئیهٔ سال جاری میلادی مورد بازجویی قرار گیرد، باید دربارهٔ سفرهای مکرر خود به اکوادور و توقف‌هایش در بوگوتا، پایتخت کلمبیا، توضیح دهد. تاریخ‌های آخرین سفرهای این فرد مربوط به زمانی است که در مورد جزئیات نهایی ترور موئیز بحث شده است.

## دستگیری تیم ترور
مدیرکل پلیس ملی هائیتی، «لئون شارل»، گفت: تیمی مسلح و ۲۸ نفره شامل ۲۶ کلمبیایی و ۲ آمریکایی عملیات ترور را اجرا کردند. یازده تن از مظنونان که در سفارت تایوان در پورتو پرنس مخفی شده بودند، با گزارش مقامات سفارت و همکاری آنها با پلیس هائیتی دستگیر شدند. وزیر دفاع کلمبیا «دیه گو مولانو آپونته» اعلام کرد که مظنونان به قتل، نظامیان بازنشسته ارتش کلمبیا هستند.

### مظنون اصلی کریستین امانوئل سانون
سانون که در ایالات متحده سکونت داشت توسط مأموران پلیس دستگیر شد. او تبعهٔ ۶۰ ساله هائیتی و ساکن فلوریدا است که خود را پزشک معرفی و رهبران کشورش را به فساد متهم کرده است. سانون به‌عنوان رئیس‌جمهور احتمالی هائیتی تحت محافظت قاتلان ژوونل موئیز قرار داشته است.
رئیس پلیس هائیتی مدعی است که سانون با شرکتی که در زمینه تأمین امنیت سیاستمداران فعالیت و مقرش در میامی است، در ارتباط بوده و از همین طریق نیز مظنونان به قتل را استخدام کرده است. در ماه ژوئن، «سانون به همراه چند نفر از افراد مسلح مظنون به دست داشتن در این عملیات با یک هواپیمای جت شخصی به هائیتی پرواز کرده بود.» مأموریت اولیه افراد مسلح محافظت از سانون بود اما بعداً دستور جدیدی دریافت کردند و آن دستگیری رئیس‌جمهوری بود. عملیات بدین شکل آغاز شد و ۲۲ مظنون دیگر به این گروه پیوستند؛ ضمن آنکه تماس‌هایی نیز با شهروندان هائیتی در این زمینه برقرار شد.

## واکنش کلمبیا و ایالات متحدهٔ آمریکا
وزارت خارجهٔ ایالات متحده نیز بدون تأیید دستگیری دو تن از اتباع آمریکایی در این ماجرا، اعلام کرد که با تحقیقات مقامات هائیتی همکاری خواهد کرد. دیه‌گو مولانو، وزیر دفاع کلمبیا، اعلام کرد که دست‌کم شش نفر از مظنونان کلمبیاییِ این عملیات، «اعضای پیشین ارتش» این کشور هستند. او افزود که به پلیس و ارتش کشورش دستور داده تا در تحقیقات با مقامات هائیتی همکاری کنند.

## یاداشت‌ها
1. ↑  Le Nouvelliste
2. ↑  Semana